# Чжэн Цзе
Чжэн Цзе (кит. упр. 郑洁, пиньинь Zhèng Jié; родилась 5 июня 1983 года в Чэнду, КНР) — китайская профессиональная теннисистка; двукратная победительница турниров Большого шлема в парном разряде (Открытый чемпионат Австралии, Уимблдон-2006); финалистка одного турнира Большого шлема в парном разряде (Открытый чемпионат Австралии-2015); десятикратная полуфиналистка турниров Большого шлема (два — в одиночном разряде, пять — в парном разряде, три — в миксте); победительница 19 турниров WTA (четыре — в одиночном разряде); бывшая третья ракетка мира в парном рейтинге.

## Общая информация
Родителей уроженки Чэнду зовут Чжэн Шукай и Лэй Чжибмнь.
На корт же китаянка впервые пришла в 10 лет, последовав примеру старшей сестры. Лучший удар — бэкхенд.
В июне 2000 года Цзе окончила Сычуаньскую спортивную академию. В 2008 году китаянка пожертвовала все свои уимблдонские призовые того сезона в помощь жертвам землетрясения в этой провинции.

## Спортивная карьера

### Начало карьеры
Первого титула на турнире из на турнире цикла ITF Чжэн добилась в июне 2001 года на 10-тысячнике в Китае в парном разряде. В октябре 2001 года она, выступив также в парах, дебютировала в WTA-туре, сыграв в команде с Янь Цзы на турнире в Шанхае. В марте 2002 года она впервые сыграла в составе сборной Китая в отборочном розыгрыше Кубка Федерации. В мае того же года Чжэн выиграла первые одиночные титулы на 25-тысячниках ITF в Шанхае и Тяньцзине. В сентябре в Шанхае она впервые выступила в одиночках в основной сетке турнира WTA. Китаянка прошла во второй раунд. где уступила Анне Курниковой.
В июне 2003 года Чжэн впервые вошла в первую сотню мирового рейтинга. В дуэте с Янь Цзы она смогла выйти в парный финал турнира Вене. В августе 20-летняя китаянка выиграла 50-тысячник ITF в Бронксе, обыграв в финале россиянку Марию Кириленко. В том же месяце Чжэн в парном разряде дебютирует на турнирах серии Большого шлема, сыграв на Открытом чемпионате США. В начале октября она смогла выйти в полуфинал турнира в Токио. В борьбе за финал она уступила 16-летней Марии Шараповой. В начале ноября Чжэн сыграла в четвертьфинале турнира в Квебеке.
В январе 2004 года на Открытом чемпионате Австралии Чжэн Цзе и Янь Цзы смогли пройти в четвертьфинал парных соревнований. В одиночном розыгрыше турнира Чжэн дебютировала в основной сетке на Большом шлеме, но проиграла в первом же раунде. В следующих месяцах она два раза выходила в 1/4 финала, на турнирах в Хайдарабаде и Дохе. В мае китаянка удачно выступила на Открытом чемпионате Франции, сумев пройти в четвёртый раунд. В августе Чжэн приняла участие в Олимпийских играх в Афинах. В одиночном разряде она проиграла уже на старте Ай Сугияме, а в парном розыгрыше дошла до четвертьфинала в команде с Янь Цзы.
В январе 2005 года Чжэн Цзе выиграла первые для себя титулы WTA. На турнире в Хобарте она смогла победить сразу в двух разрядах. В одиночном розыгрыше в финале Чжэн переиграла Хиселу Дулко со счётом 6-2, 6-0, а парный трофей она взяла в альянсе с Янь Цзы. В феврале их китайский дуэт смог победить на турнире в Хайдарабаде. В грунтовой части сезона Чжэн смогла добиться четвертьфинала в Оэйраше и выхода в финал в Рабате, где она проиграла в борьбе за титул испанке Нурии Льягостере Вивес — 4-6, 2-6. На Открытом чемпионате США Чжэн Цзе и Янь Цзы смогли выйти в четвертьфинал парного розыгрыша. Осенью они дважды достигали парных финалов — на Бали и в Пекине. В одиночках в конце сезона Чжэн смогла выйти в полуфинал турнира в Гуанчжоу и завершила сезон в топ-50 мирового рейтинга.

### 2006—2008 (титулы в Австралии и на Уимблдоне)
На старте сезона 2006 года Чжэн Цзе и Янь Цзы смогли одержать важную победу на Открытом чемпионате Австралии. Они стали первыми представителями Китая, которые смогли выиграть турнир серии Большого шлема. На пути к победе китаянки обыграли четыре сеянные пары, в том числе в финале первых номеров посева Лизу Реймонд и Саманту Стосур.
| Стадия  | Соперницы (посев)                         | Счёт           |
| 1 раунд | Галина Воскобоева Евгения Линецкая        | 6-1 6-0        |
| 2 раунд | Лурдес Домингес Лино Мария Санчес Лоренсо | 6-4 6-0        |
| 3 раунд | Елена Дементьева Флавия Пеннетта (7)      | 6-1 6-2        |
| 1/4     | Вирхиния Руано Паскуаль Паола Суарес (4)  | 4-6 7-5 6-1    |
| 1/2     | Синобу Асагоэ Катарина Среботник (9)      | 6-2 7-6(2)     |
| Финал   | Лиза Реймонд Саманта Стосур (1)           | 2-6 7-6(7) 6-3 |

В феврале дуэт Чжэн Цзе и Янь Цзы сыграл в парном финале турнира в Паттайе. В марте Чжэн уже в одиночном разряде смогла пройти в четвертьфинал турнира 1-й категории в Майами. В начале мая она выиграла свой второй индивидуальный титул WTA. На грунтовом турнире в Оэйраше в китайском финале Чжэн обыграла на отказе соотечественницу Ли На. Через неделю после этого совместно с Янь Цзы она смогла выиграть парный трофей турнира 1-й категории в Берлине. Этот результат позволил Чжэн войти в топ-10 парного рейтинга. Через неделю китаянки взяли титул на турнире в Рабате, а затем на турнире в Страсбурге Чжэн вышла в 1/4 финала в одиночном разряде. На кортах Ролан Гаррос Чжэн и Янь смогли выйти в полуфинал парных соревнований. В июне они выиграли парный приз турнира на траве в Хертогенбосе. Успешно Чжэн сыграла и на Уимблдонском турнире. В одиночном разряде она прошла в стадию третьего раунда, а в смешанном парном разряде в команде с Максимом Мирным достигла полуфинала. Главного достижения она добилась в женской паре, где с постоянной партнёршей Янь Цзы смогла выиграть второй в году титул Большого шлема. В решающем матче китайский дуэт переиграл Вирхинию Руано Паскуаль и Паулу Суарес. После Уимблдона Чжэн занимала уже третью строчку парного рейтинга.
| Стадия  | Соперницы (посев)                    | Счёт        |
| 1 раунд | Ваня Кинг Мелинда Цинк (LL)          | 6-3 6-1     |
| 2 раунд | Жанетта Гусарова Вера Звонарёва      | 6-0 7-6(4)  |
| 3 раунд | Татьяна Гарбин Мария Елена Камерин   | 4-6 6-2 6-0 |
| 1/4     | Мартина Навратилова Лизель Хубер (7) | 4-6 6-4 6-0 |
| 1/2     | Кара Блэк Ренне Стаббс (2)           | 6-2 7-6(2)  |
| Финал   | Вирхиния Руано Паскуаль Паола Суарес | 6-3 3-6 6-2 |

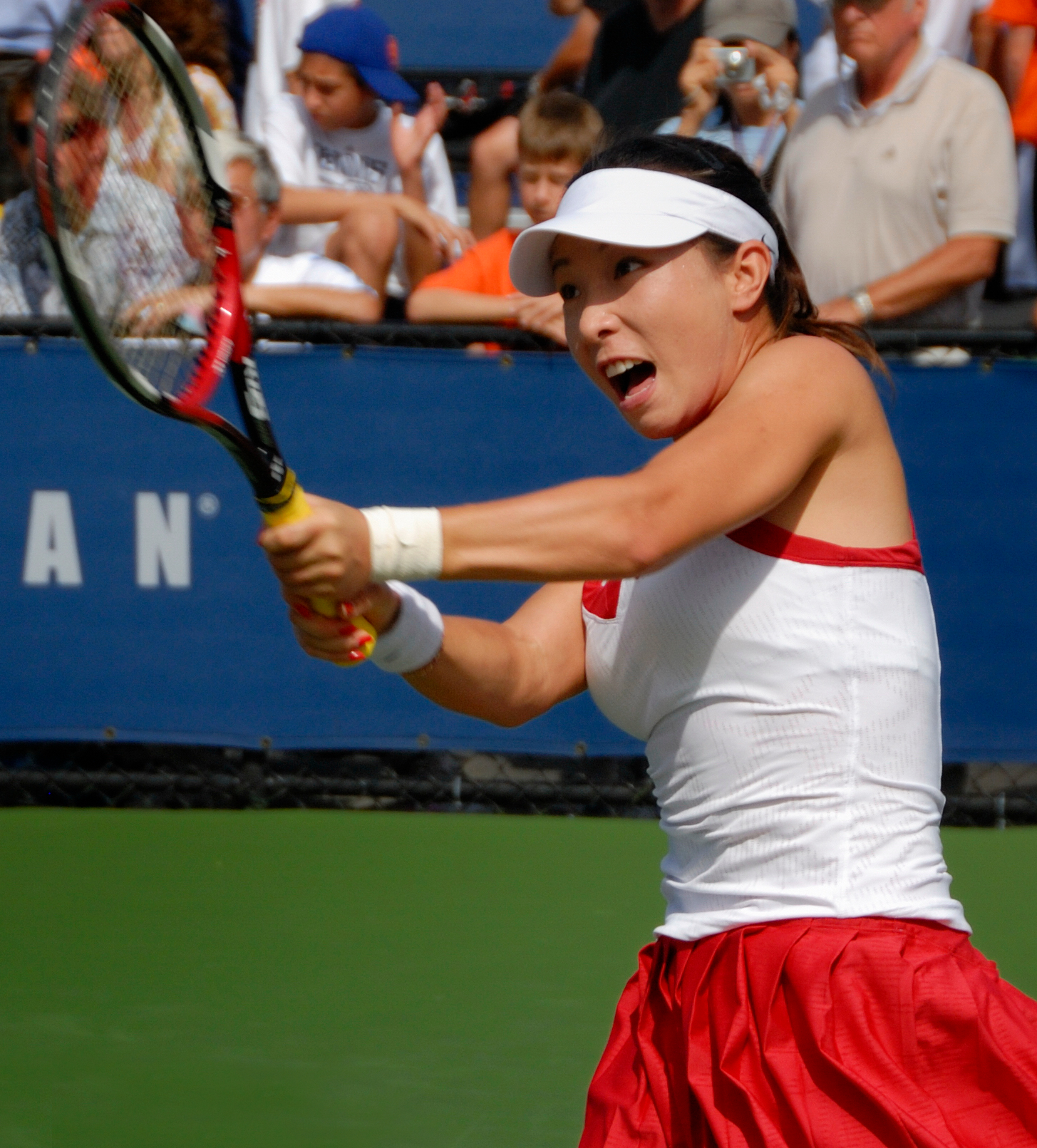
Чжэн на Открытом чемпионате США 2008 года

В августе 2006 года Чжэн Цзе выиграла третий титул WTA в одиночках. Произошло это на турнире в Стокгольме, где в решающем матче ей удалось обыграть Анастасию Мыскину — 6-4, 6-1. На этом же турнире с Янь Цзы она вышла в парный финал. В августе китаянки уже берут парный титул на турнире в Нью-Хейвене, а на Открытом чемпионате США она достигают четвертьфинала.
Сезон 2007 года Чжэн начала с четвертьфинала в Хобарте. На Открытом чемпионате Австралии Чжэн Цзе и Янь Цзы не смогли защитить свой прошлогодний парный титул, но прошли достаточно далеко, сумев достигнуть полуфинала. Первый совместный титул в сезоне они завоевали в апреле на турнире 1-й категории в Чарлстоне. В мае они взяли парный приз турнира в Страсбурге. После Открытого чемпионата Франции Чжэн вынуждена была досрочно закончить сезон из-за травмы лодыжки.
После полугодового отсутствия Чжэн возвращается в Тур в январе 2008 года. С ходу в паре с Янь Цзы она смогла выйти в финал турнира в Голд-Косте и выиграть парный трофей турнира в Сиднее. На Открытом чемпионате Австралии они смогли выйти в полуфинал, где проиграли Виктории Азаренко и Шахар Пеер. На турнирах в Дубае и Индиан-Уэлсе они вышли в финал. На турнире 1-й категории в Майами Чжэн обыграла в третьем раунде Амели Моресмо и вышла в четвёртый раунд. На Открытом чемпионате Франции она прошла в третий раунд в одиночках, а в миксте в полуфинал в партнёрстве с Махешом Бхупати. На Уимблдоне Чжэн Цзе смогла достичь одного из самых значимых достижений в выступлениях в одиночном разряде. По ходу турнира 133-я в мире китаянка смогла победить Доминку Цибулкову, Елену Балтачу, Ану Иванович, Агнеш Савай и Николь Вайдишову. В полуфинале её смогла остановить знаменитая американская теннисистка Серена Уильямс. Выход в 1/2 финала Уимблдона позволила Чжэн подняться на 93 строчки вверх и занять 40-е место одиночного рейтинга.
Ещё одного важного достижения в карьере Чжэн добилась через месяц после Уимблдона. В августе 2008 года она приняла участие в Олимпийских играх в Пекине. В одиночных соревнованиях в третьем раунде Чжэн проиграла россиянке Динаре Сафиной. В парном турнире она выступила совместно с Янь Цзы и их дуэт смог дойти до полуфинала. В борьбе за выход в главный матч китаянки уступили Вирхинии Руано Паскуаль и Пауле Суарес. В матче за третье место Чжэн и Янь переиграли представительниц Украины Алёну и Катерину Бондаренко и завоевали бронзовую медаль Олимпиады. На Открытом чемпионате США в парном разряде Чжэн и Янь вышли в четвертьфинал. Осенью Чжэн дважды сыграла в полуфинале (на турнирах в Гуанчжоу и Пекине). По итогам сезона китаянка получила награду WTA «возвращение года».

### 200—2012 (полуфинал в Австралии)

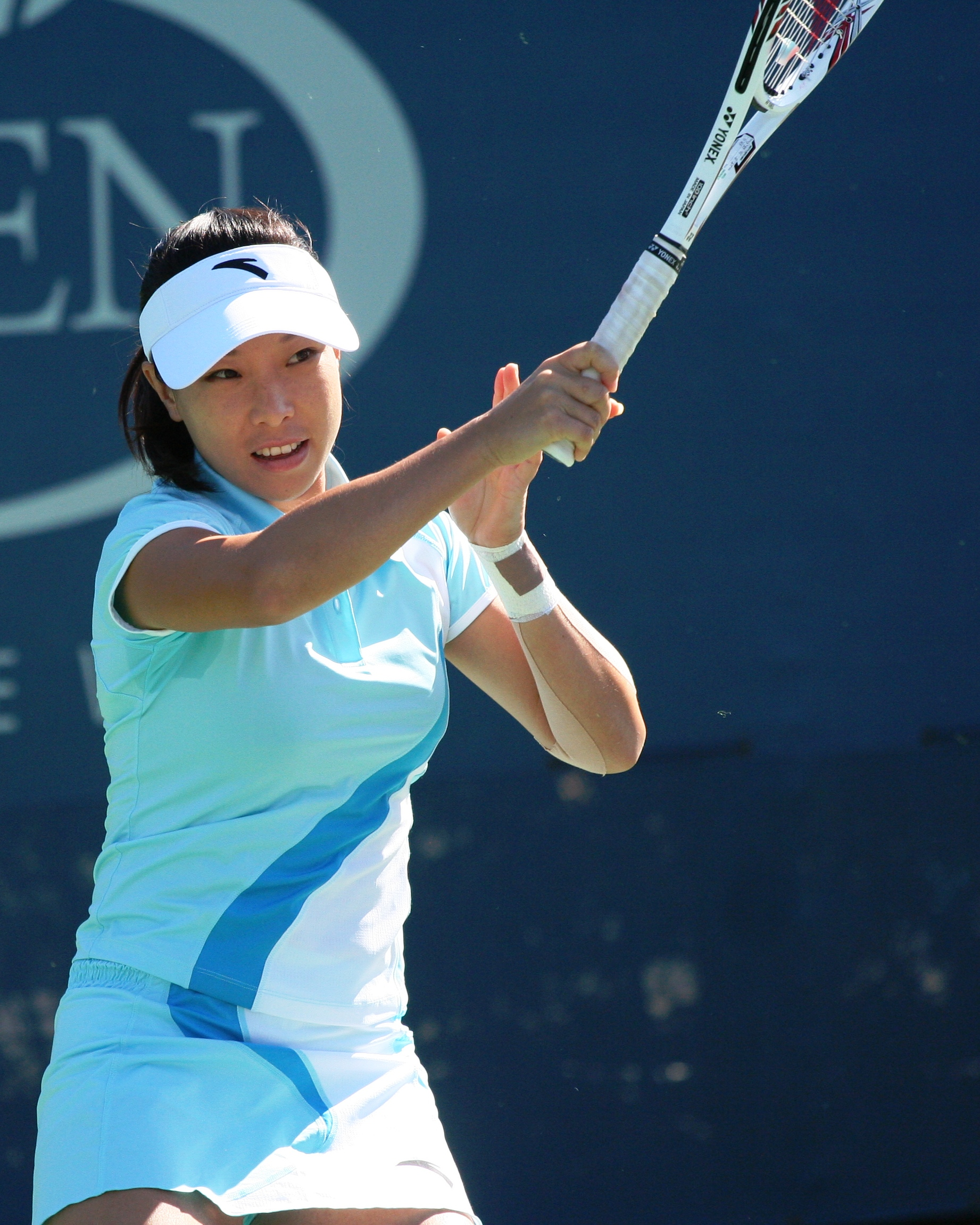
Чжэн во время Открытого чемпионата США 2010 года

На Открытом чемпионате Австралии 2009 года Чжэн прошла с в четвёртый раунд, где проиграла Светлане Кузнецовой. В начале марта она сыграла в полуфинале турнира в Монтеррее. В середине мая 25-летняя китаянка поднялась на 15-е место — самую высокую строчку в карьере в одиночном рейтинге. В том же месяце в дуэте с Янь Цзы она вышла в парный финал турнира в Варшаве, а затем они сыграли в четвертьфинале парного розыгрыша на Ролан Гаррос. В начале августа Чжэн пробивается в четвертьфинал турнира в Лос-Анджелесе. На Открытом чемпионате США с Янь Цзы достигла 1/4 финала в парах.
В 2010 году Чжэн Цзе стартовала с четвертьфинала в Хобарте. На Открытом чемпионате Австралии ей удалось выйти в полуфинал (во второй раз в карьере на Большом шлеме в одиночном разряде. Турнирный жребий был к ней благосклонен. На своем пути она не встретилась ни с одной теннисисткой из топ-10. В 1/2 финала китаянка разгромно проиграла вернувшийся в тур Жюстин Энен. В феврале Чжэн, выступив на турнире в Куала-Лумпуре совместно с Чжань Юнжань, взяла парный приз. В марте она смогла выйти в четвертьфинал престижного турнира в Индиан-Уэлсе. В мае на грунтовом турнире в Варшаве китайская теннисистка смогла выйти в финал. В четвертьфинале она смогла пройти на отказе соперницы, вторую ракетку мира на тот момент Каролину Возняцки. В решающем матче Чжэн проиграла Александре Дулгеру. Главным достижением летней части сезона для Чжэн становится выход в четвертьфинал Премьер-турнира в Монреале. В парном же разряде она смогла сыграть в финале турнира в Станфорде в альянсе с Чжань Юнжань и победить на турнире в Сан-Диего в дуэте с Марией Кириленко. На Открытом чемпионате США Чжэн Цзе и Чжань Юнжань смогли выйти в полуфинал женского парного турнира. Из-за травмы запястья китаянка была вынуждена досрочно завершить сезон.
Вернулась на корт Чжэн в феврале 2011 года. На первом после паузы турнире в Паттайе она вышла в парный финал совместно с Сунь Шэннань. В мае ещё с одной соотечественницей Пэн Шуай он завоевала парный титул на премьер-турнире в Риме. На Уимблдоне Пэн и Чжэн смогли выйти в четвертьфинал. Первый раз в сезоне дойти до полуфинала в одиночном разряде Чжэн смогла в сентябре на турнире в Гуанчжоу. В октябре также до полуфинала она прошла на турнире в Осаке. В конце сезона она выиграла парный титул на 100-тысячнике ITF в Тайбэе в команде с Чжань Юнжань.
В начале 2012 года Чжэн завоевала последний в карьере одиночный титул WTA. Произошло это на турнире в Окленде, где в полуфинале она обыграла Светлану Кузнецову, а в финале Флавию Пеннетту на отказе соперницы в третьем сете при счёте 2-6, 6-3, 2-0 в пользу китайской спортсменки. На Открытом чемпионате Австралии Чжэн смогла выйти в четвёртый раунд, обыграв Мэдисон Киз, Роберту Винчи и Марион Бартоли. В борьбе за 1/4 финала она проиграла ещё одной итальянке Саре Эррани. В мае в паре с теннисисткой из Польши Алицией Росольской она добралась до парного финала в Брюсселе. В июне на травяном турнире в Бирмингеме Чжэн вышла в полуфинал. На Уимблдоне она прошла в третий раунд, где проиграла Серене Уильямс. В августе совместно с Катариной Среботник она прошла в парный финал турнира в Цинциннати. В концовке сезона Чжэн сыграла на турнире чемпионок WTA, но проиграла все три матча на групповом этапе.

### Завершение карьеры
На Австралийском чемпионате 2013 года Чжэн смогла пройти в третий раунд в одиночках и в четвертьфинал в парах (с Нурией Льягостерой Вивес). В мае она впервые в сезоне вышла в 1/4 финала в одиночном разряде на турнире в Брюсселе. На Ролан Гаррос она достигла третьего раунда, где проиграла Марии Шараповой. В августе на турнире в Нью-Хейвене в альянсе с Саней Мирзой завоевала свой 15-й парный трофей WTA в карьере. На Открытом чемпионате США их команда смогла выйти в полуфинал парного турнира. В одиночном же разряде Чжэн вышла в третий раунд, обыграв во втором Винус Уильямс. В сентябре 30-летняя китаянка вышла в полуфинал турнира в Гуанчжоу. В октябре она дошла до 1/4 финала на турнире в Осаке.
На Открытом чемпионате Австралии 2014 года Чжэн выходит в третий раунд. На соревнованиях в миксте она смогла дойти до полуфинала в паре со Скоттом Липски. В июне в Хертогенбосе она вышла в финал, где уступила Коко Вандевеге — 2-6, 4-6. В женском парном турнире на Уимблдоне Чжэн выступила в дуэте с Андреей Главачковой и смогла пройти в полуфинал. На Открытом чемпионате США их пара вновь сыграла вместе и дошла до четвертьфинала. В сентябре единственный раз в сезоне Чжэн вышла в четвертьфинал одиночных соревнований на турнире в Гонконге.
В розыгрыше Открытого чемпионата Австралии 2015 года Чжэн Цзе со своей партнёршей Чжань Юнжань смогла выйти в финал. Для неё он стал в общей сложности третьим на Больших шлемах. Победить как в предыдущих двух финалах 2006 года Чжэн не удается, её дуэт уступил Бетани Маттек-Сандс и Луции Шафаржовой со счётом 4-6, 6-7(5). После этого выступления китаянка в следующий раз выходит на корт лишь в мае. На Открытом чемпионате Франции лучшим результатом для неё стал выход в полуфинал в миксте (в паре с Хенри Континеном). В июне в паре с Чжань Юнжань она дошла до финала турнира в Истборне. Последним выступлением в карьере Чжэн стал Уимблдонский турнир 2015 года.

## Итоговое место в рейтинге WTA по годам
| Год  | Одиночный рейтинг | Парный рейтинг |
| 2015 | 949               | 34             |
| 2014 | 91                | 28             |
| 2013 | 52                | 17             |
| 2012 | 26                | 19             |
| 2011 | 48                | 20             |
| 2010 | 26                | 16             |
| 2009 | 36                | 24             |
| 2008 | 25                | 15             |
| 2007 | 163               | 21             |
| 2006 | 33                | 3              |
| 2005 | 44                | 30             |
| 2004 | 67                | 38             |
| 2003 | 94                | 74             |
| 2002 | 183               | 137            |
| 2001 | 457               | 283            |
| 2000 | 786               | 794            |

## Выступления на турнирах

### Финалы турнировWTAв одиночном разряде (7)

#### Победы (4)
| Легенда: До 2009 года         | Легенда: С 2009 года  |
| ----------------------------- | --------------------- |
| Турниры Большого шлема (0+2)* |                       |
| Итоговый турнир WTA (0)       |                       |
| 1-я категория (0+2)           | Premier Mandatory (0) |
| 2-я категория (0+3)           | Premier 5 (0+1)       |
| 3-я категория (0+2)           | Premier (0+2)         |
| 4-я категория (2+1)           | International (1+1)   |
| 5-я категория (1+1)           | International (1+1)   |

| Титулы по покрытиям | Титулы по месту проведения матчей турнира |
| ------------------- | ----------------------------------------- |
| Хард (3+8)*         | Зал (0)                                   |
| Грунт (1+5)         | Зал (0)                                   |
| Трава (0+2)         | Открытый воздух (4+15)                    |
| Ковёр (0)           | Открытый воздух (4+15)                    |

* количество побед в одиночном разряде + количество побед в парном разряде.
| №  | Дата           | Турнир                 | Покрытие | Соперница в финале | Счёт                |
| 1. | 9 января 2005  | Хобарт, Австралия      | Хард     | Хисела Дулко       | 6-2 6-0             |
| 2. | 7 мая 2006     | Оэйраш, Португалия     | Грунт    | Ли На              | 6-7(5) 7-5 — отказ  |
| 3. | 7 августа 2006 | Стокгольм, Швеция      | Хард     | Анастасия Мыскина  | 6-4 6-1             |
| 4. | 7 января 2012  | Окленд, Новая Зеландия | Хард     | Флавия Пеннетта    | 2-6 6-3 2-0 — отказ |

#### Поражения (3)
| №  | Дата         | Турнир                  | Покрытие | Соперница в финале     | Счёт    |
| 1. | 2 мая 2005   | Рабат, Марокко          | Грунт    | Нурия Льягостера-Вивес | 4-6 2-6 |
| 2. | 22 мая 2010  | Варшава, Польша         | Грунт    | Александра Дулгеру     | 3-6 4-6 |
| 3. | 21 июня 2014 | Хертогенбос, Нидерланды | Трава    | Коко Вандевеге         | 2-6 4-6 |

### Финалы турнировITFв одиночном разряде (10)

#### Победы (4)
| Легенда:           |
| ------------------ |
| 100.000 USD (0+1)* |
| 75.000 USD (0)     |
| 50.000 USD (1+5)   |
| 25.000 USD (3+7)   |
| 10.000 USD (0+4)   |

| Титулы по покрытиям | Титулы по месту проведения матчей турнира |
| ------------------- | ----------------------------------------- |
| Хард (4+11)*        | Зал (1+4)                                 |
| Грунт (0+6)         | Зал (1+4)                                 |
| Трава (0)           | Открытый воздух (3+13)                    |
| Ковёр (0)           | Открытый воздух (3+13)                    |

* количество побед в одиночном разряде + количество побед в парном разряде.
| №  | Дата             | Турнир           | Покрытие   | Соперница в финале | Счёт        |
| 1. | 13 мая 2002      | Шанхай, Китай    | Хард       | Сунь Тяньтянь      | 6-2 6-2     |
| 2. | 20 мая 2002      | Тяньцзинь, Китай | Хард (зал) | Се Яньцзэ          | 6-1 6-2     |
| 3. | 12 августа 2003  | Бронкс, США      | Хард       | Мария Кириленко    | 4-6 6-4 6-4 |
| 4. | 13 сентября 2004 | Пекин, Китай     | Хард       | Ли На              | 6-4 6-4     |

#### Поражения (6)
| №  | Дата            | Турнир           | Покрытие | Соперница в финале | Счёт        |
| 1. | 4 сентября 2000 | Ханчжоу, Китай   | Грунт    | Сунь Тяньтянь      | 2-6 2-6     |
| 2. | 4 июля 2001     | Хух-Хото, Китай  | Грунт    | Дин Дин            | 5-7 6-3 3-6 |
| 3. | 18 марта 2003   | Реддинг, США     | Хард     | Яна Неедли         | 5-7 6-7(4)  |
| 4. | 30 ноября 2003  | Чанша, Китай     | Хард     | Пэн Шуай           | 6-1 2-6 1-6 |
| 5. | 7 декабря 2003  | Шэньчжэнь, Китай | Хард     | Сесиль Каратанчева | 5-7 6-1 3-6 |
| 6. | 1 ноября 2004   | Шэньчжэнь, Китай | Хард     | Пэн Шуай           | 6-3 1-6 3-6 |

### Финалы турниров Большого шлема в парном разряде (3)

#### Победы (2)
| №  | Год  | Турнир                       | Покрытие | Партнёрша | Соперницы в финале                   | Счёт           |
| 1. | 2006 | Открытый чемпионат Австралии | Хард     | Янь Цзы   | Лиза Реймонд Саманта Стосур          | 2-6 7-6(7) 6-3 |
| 2. | 2006 | Уимблдон                     | Трава    | Янь Цзы   | Вирхиния Руано Паскуаль Паола Суарес | 6-3 3-6 6-2    |

#### Поражения (1)
| №  | Год  | Турнир                       | Покрытие | Партнёрша    | Соперницы в финале                  | Счёт       |
| 1. | 2015 | Открытый чемпионат Австралии | Хард     | Чжань Юнжань | Бетани Маттек-Сандс Луция Шафаржова | 4-6 6-7(5) |

### Финалы турнировWTAв парном разряде (30)

#### Победы (15)
| №   | Дата            | Турнир                       | Покрытие | Партнёрша       | Соперницы в финале                         | Счёт              |
| 1.  | 9 января 2005   | Хобарт, Австралия            | Хард     | Янь Цзы         | Анабель Медина Гарригес Динара Сафина      | 6-4 7-5           |
| 2.  | 7 февраля 2005  | Хайдарабад, Индия            | Хард     | Янь Цзы         | Ли Тин Сунь Тяньтянь                       | 6-4 6-1           |
| 3.  | 16 января 2006  | Открытый чемпионат Австралии | Хард     | Янь Цзы         | Лиза Реймонд Саманта Стосур                | 2-6 7-6(7) 6-3    |
| 4.  | 8 мая 2006      | Берлин, Германия             | Грунт    | Янь Цзы         | Елена Дементьева Флавия Пеннетта           | 6-2 6-3           |
| 5.  | 15 мая 2006     | Рабат, Марокко               | Грунт    | Янь Цзы         | Бетани Маттек Эшли Харклроуд               | 6-1 6-3           |
| 6.  | 18 июня 2006    | Хертогенбос, Нидерланды      | Трава    | Янь Цзы         | Ана Иванович Мария Кириленко               | 3-6 6-2 6-2       |
| 7.  | 26 июня 2006    | Уимблдон                     | Трава    | Янь Цзы         | Вирхиния Руано Паскуаль Паола Суарес       | 6-3 3-6 6-2       |
| 8.  | 26 августа 2006 | Нью-Хэйвен, США              | Хард     | Янь Цзы         | Лиза Реймонд Саманта Стосур                | 6-4 6-2           |
| 9.  | 9 апреля 2007   | Чарлстон, США                | Грунт    | Янь Цзы         | Пэн Шуай Сунь Тяньтянь                     | 7-5 6-0           |
| 10. | 21 мая 2007     | Страсбург, Франция           | Грунт    | Янь Цзы         | Алисия Молик Сунь Тяньтянь                 | 6-3 6-4           |
| 11. | 6 января 2008   | Сидней, Австралия            | Хард     | Янь Цзы         | Татьяна Перебийнис Татьяна Пучек           | 6-4 7-6(5)        |
| 12. | 28 февраля 2010 | Куала-Лумпур, Малайзия       | Хард     | Чжань Юнжань    | Анастасия Родионова Арина Родионова        | 6-7(4) 6-2 [10-7] |
| 13. | 8 августа 2010  | Сан-Диего, США               | Хард     | Мария Кириленко | Лиза Реймонд Ренне Стаббс                  | 6-4 6-4           |
| 14. | 15 мая 2011     | Рим, Италия                  | Грунт    | Пэн Шуай        | Ваня Кинг Ярослава Шведова                 | 6-2 6-3           |
| 15. | 24 августа 2013 | Нью-Хэйвен, США (2)          | Хард     | Саня Мирза      | Анабель Медина Гарригес Катарина Среботник | 6-3 6-4           |

#### Поражения (15)
| №   | Дата             | Турнир                       | Покрытие | Партнёрша          | Соперницы в финале                       | Счёт              |
| 1.  | 9 июня 2003      | Вена, Австрия                | Грунт    | Янь Цзы            | Ли Тин Сунь Тяньтянь                     | 3-6 4-6           |
| 2.  | 12 сентября 2005 | Бали, Индонезия              | Хард     | Янь Цзы            | Анна-Лена Грёнефельд Меганн Шоннесси     | 3-6 3-6           |
| 3.  | 19 сентября 2005 | Пекин, Китай                 | Хард     | Янь Цзы            | Мария Венто Кабчи Нурия Льягостера Вивес | 2-6 4-6           |
| 4.  | 6 февраля 2006   | Паттайя, Таиланд             | Хард     | Янь Цзы            | Ли Тин Сунь Тяньтянь                     | 6-3 1-6 6-7(5)    |
| 5.  | 7 августа 2006   | Стокгольм, Швеция            | Хард     | Янь Цзы            | Ева Бирнерова Ярмила Гайдошова           | 6-0 4-6 2-6       |
| 6.  | 30 декабря 2007  | Голд-Кост, Австралия         | Хард     | Янь Цзы            | Агнеш Савай Динара Сафина                | 1-6 2-6           |
| 7.  | 25 февраля 2008  | Дубай, ОАЭ                   | Хард     | Янь Цзы            | Кара Блэк Лизель Хубер                   | 5-7 2-6           |
| 8.  | 12 марта 2008    | Индиан-Уэлс, США             | Хард     | Янь Цзы            | Елена Веснина Динара Сафина              | 1-6 6-1 [8-10]    |
| 9.  | 18 мая 2009      | Варшава, Польша              | Грунт    | Янь Цзы            | Ракель Копс-Джонс Бетани Маттек-Сандс    | 1-6 1-6           |
| 10. | 1 августа 2010   | Станфорд, США                | Хард     | Чжань Юнжань       | Линдсей Дэвенпорт Лизель Хубер           | 5-7 7-6(8) [8-10] |
| 11. | 13 февраля 2011  | Паттайя, Таиланд (2)         | Хард     | Сунь Шэннань       | Роберта Винчи Сара Эррани                | 6-3 3-6 [5-10]    |
| 12. | 26 мая 2012      | Брюссель, Бельгия            | Грунт    | Алиция Росольская  | Бетани Маттек-Сандс Саня Мирза           | 3-6 2-6           |
| 13. | 19 августа 2012  | Цинциннати, США              | Хард     | Катарина Среботник | Андреа Главачкова Луция Градецкая        | 1-6 3-6           |
| 14. | 31 января 2015   | Открытый чемпионат Австралии | Хард     | Чжань Юнжань       | Бетани Маттек-Сандс Луция Шафаржова      | 4-6 6-7(5)        |
| 15. | 27 июня 2015     | Истборн, Великобритания      | Трава    | Чжань Юнжань       | Каролин Гарсия Катарина Среботник        | 6-7(5) 2-6        |

### Финалы турнировITFв парном разряде (24)

#### Победы (17)
| №   | Дата            | Турнир                             | Покрытие   | Партнёрша     | Соперницы в финале                          | Счёт              |
| 1.  | 4 июня 2001     | Хух-Хото, Китай                    | Грунт      | Янь Цзы       | Сунь Тяньтянь Чэнь Янь                      | 6-4 2-6 6-3       |
| 2.  | 22 января 2002  | Кингстон-апон-Халл, Великобритания | Хард (зал) | Сунь Тяньтянь | Клер Каррен Эльза О’Райин                   | 7-6(4) 7-5        |
| 3.  | 29 января 2002  | Типтон, Великобритания             | Хард (зал) | Янь Цзы       | Тесси ван де Вен Сьюзанн ван Хартингсвельдт | 6-1 6-3           |
| 4.  | 7 апреля 2002   | Хошимин, Вьетнам                   | Хард       | Янь Цзы       | Аями Такасэ Рэми Тэдзука                    | 6-1 1-6 6-2       |
| 5.  | 15 апреля 2002  | Кальяри, Италия                    | Грунт      | Янь Цзы       | Ли На Ли Тин                                | 6-4 6-0           |
| 6.  | 23 апреля 2002  | Таранто, Италия                    | Грунт      | Янь Цзы       | Станислава Грозенска Ева Фишлова            | 6-2 6-2           |
| 7.  | 29 апреля 2002  | Малье, Италия                      | Грунт      | Янь Цзы       | Эдина Галловиц Магда Михалаке               | 6-4 6-1           |
| 8.  | 13 мая 2002     | Шанхай, Китай                      | Хард       | Янь Цзы       | Лю Вэйцзюань Хэ Чуньянь                     | 6-2 6-2           |
| 9.  | 20 мая 2002     | Тяньцзинь, Китай                   | Хард (зал) | Янь Цзы       | Чжань Цзиньвэй Чжуан Цзяжун                 | 6-0 6-4           |
| 10. | 18 марта 2003   | Рэддинг, США                       | Хард       | Янь Цзы       | Абигейл Спирс Дженнифер Хопкинс             | 7-6(3) 7-6(5)     |
| 11. | 16 июня 2003    | Гориция, Италия                    | Грунт      | Янь Цзы       | Ли Тин Сунь Тяньтянь                        | 7-6(5) 1-6 6-4    |
| 12. | 30 июня 2003    | Орбетелло, Италия                  | Грунт      | Янь Цзы       | Ли Тин Сунь Тяньтянь                        | 6-2 7-5           |
| 13. | 13 октября 2003 | Седона, США                        | Хард       | Янь Цзы       | Росана де лос Риос Алина Жидкова            | 6-2 7-5           |
| 14. | 20 октября 2003 | Падука, США                        | Хард       | Янь Цзы       | Ким Грант Саманта Ривз                      | 6-2 6-3           |
| 15. | 26 октября 2004 | Шэньчжэнь, Китай                   | Хард       | Янь Цзы       | Се Шувэй Чжуан Цзяжун                       | 6-3 6-1           |
| 16. | 6 июня 2005     | Пекин, Китай                       | Хард       | Янь Цзы       | Ли Тин Сунь Тяньтянь                        | 6-1 7-5           |
| 17. | 6 ноября 2011   | Тайбэй, Тайвань                    | Хард (зал) | Чжань Юнжань  | Каролина Плишкова Кристина Плишкова         | 7-6(5) 5-7 [10-5] |

#### Поражения (6)
| №  | Дата             | Турнир           | Покрытие | Партнёрша   | Соперницы в финале             | Счёт        |
| 1. | 4 сентября 2000  | Ханчжоу, Китай   | Грунт    | Янь Цзы     | Сунь Тяньтянь Чэнь Янь         | 3-6 5-7     |
| 2. | 6 августа 2002   | Пекин, Китай     | Хард     | Янь Цзы     | Ли Тин Сунь Тяньтянь           | 5-7 3-6     |
| 3. | 30 ноября 2003   | Чанша, Китай     | Хард     | Янь Цзы     | Ли Тин Сунь Тяньтянь           | 4-6 2-6     |
| 4. | 7 декабря 2003   | Шэньчжэнь, Китай | Хард     | Янь Цзы     | Ли Тин Сунь Тяньтянь           | 3-6 6-3 4-6 |
| 5. | 13 сентября 2004 | Пекин, Китай     | Хард     | Ли Шаньшань | Юй Ин Ян Шуцзин                | 4-6 3-6     |
| 6. | 1 ноября 2004    | Шэньчжэнь, Китай | Хард     | Янь Цзы     | Елена Татаркова Рика Фудзивара | 4-6 6-1 1-6 |

#### Несыгранные финалы (1)
| №  | Дата          | Турнир            | Покрытие | Партнёрша | Соперницы в финале          |
| 1. | 16 марта 2003 | Фаунтин-Хилс, США | Хард     | Янь Цзы   | Алисия Молик Труди Мусгрейв |

## История выступлений на турнирах
| Турнир                       | 2002          | 2003          | 2004          | 2005          | 2006          | 2007          | 2008          | 2009          | 2010          | 2011          | 2012   | 2013          | 2014          | 2015          | Итог   | В/П за карьеру |
| ---------------------------- | ------------- | ------------- | ------------- | ------------- | ------------- | ------------- | ------------- | ------------- | ------------- | ------------- | ------ | ------------- | ------------- | ------------- | ------ | -------------- |
| Турниры Большого шлема       |               |               |               |               |               |               |               |               |               |               |        |               |               |               |        |                |
| Открытый чемпионат Австралии | -             | К             | 1Р            | 1Р            | 1Р            | 1Р            | -             | 4Р            | 1/2           | -             | 4Р     | 3Р            | 3Р            | 1Р            | 0 / 10 | 15-10          |
| Открытый чемпионат Франции   | -             | К             | 4Р            | 1Р            | 2Р            | 1Р            | 3Р            | 2Р            | 2Р            | 2Р            | 2Р     | 3Р            | 1Р            | -             | 0 / 11 | 12-11          |
| Уимблдонский турнир          | -             | -             | 1Р            | -             | 3Р            | -             | 1/2           | 2Р            | 2Р            | 2Р            | 3Р     | 1Р            | 2Р            | -             | 0 / 9  | 13-9           |
| Открытый чемпионат США       | К             | К             | 1Р            | 2Р            | 2Р            | -             | 3Р            | 3Р            | 2Р            | 2Р            | 3Р     | 3Р            | 1Р            | -             | 0 / 10 | 12-10          |
| Итог                         | 0 / 0         | 0 / 0         | 0 / 4         | 0 / 3         | 0 / 4         | 0 / 2         | 0 / 3         | 0 / 4         | 0 / 4         | 0 / 3         | 0 / 4  | 0 / 4         | 0 / 4         | 0 / 1         | 0 / 40 |                |
| В/П в сезоне                 | 0-0           | 0-0           | 3-4           | 1-3           | 4-4           | 0-2           | 9-3           | 7-4           | 8-4           | 3-3           | 8-4    | 6-4           | 3-4           | 0-1           |        | 52-40          |
| Олимпийские игры             |               |               |               |               |               |               |               |               |               |               |        |               |               |               |        |                |
| Летняя олимпиада             | НП            | НП            | 1Р            | Не проводился | Не проводился | Не проводился | 3Р            | Не проводился | Не проводился | Не проводился | 1Р     | Не проводился | Не проводился | Не проводился | 0 / 3  | 2-3            |
| Итоговые турниры             |               |               |               |               |               |               |               |               |               |               |        |               |               |               |        |                |
| Турнир чемпионок             | Не проводился | Не проводился | Не проводился | Не проводился | Не проводился | Не проводился | Не проводился | -             | -             | -             | Группа | -             | -             | -             | 0 / 1  | 0-3            |

К — проигрыш в квалификационном турнире.
| Турнир                       | 2003  | 2004  | 2005          | 2006          | 2007          | 2008  | 2009          | 2010          | 2011          | 2012  | 2013          | 2014          | 2015          | Итог   | В/П за карьеру |
| ---------------------------- | ----- | ----- | ------------- | ------------- | ------------- | ----- | ------------- | ------------- | ------------- | ----- | ------------- | ------------- | ------------- | ------ | -------------- |
| Турниры Большого шлема       |       |       |               |               |               |       |               |               |               |       |               |               |               |        |                |
| Открытый чемпионат Австралии | -     | 1/4   | 1Р            | П             | 1/2           | 1/2   | 3Р            | 3Р            | -             | 3Р    | 1/4           | 1Р            | Ф             | 1 / 11 | 30-10          |
| Открытый чемпионат Франции   | -     | 1Р    | 3Р            | 1/2           | 1Р            | 3Р    | 1/4           | 3Р            | 2Р            | 3Р    | 3Р            | 1Р            | 3Р            | 0 / 12 | 19-12          |
| Уимблдонский турнир          | -     | 3Р    | -             | П             | -             | 3Р    | 3Р            | 1Р            | 1/4           | 1Р    | 3Р            | 1/2           | 1Р            | 1 / 10 | 21-9           |
| Открытый чемпионат США       | 1Р    | 2Р    | 1/4           | 1/4           | -             | 1/4   | 1/4           | 1/2           | 1Р            | 1Р    | 1/2           | 1/4           | -             | 0 / 11 | 23-11          |
| Итог                         | 0 / 1 | 0 / 4 | 0 / 3         | 2 / 4         | 0 / 2         | 0 / 4 | 0 / 4         | 0 / 4         | 0 / 3         | 0 / 4 | 0 / 4         | 0 / 4         | 0 / 3         | 2 / 44 |                |
| В/П в сезоне                 | 0-1   | 6-4   | 5-3           | 19-2          | 4-2           | 11-4  | 10-4          | 6-4           | 4-3           | 4-4   | 10-4          | 7-4           | 7-3           |        | 93-42          |
| Олимпийские игры             |       |       |               |               |               |       |               |               |               |       |               |               |               |        |                |
| Летняя олимпиада             | НП    | 1/4   | Не проводился | Не проводился | Не проводился | 1/2   | Не проводился | Не проводился | Не проводился | 1/4   | Не проводился | Не проводился | Не проводился | 0 / 3  | 9-3            |
| Итоговые турниры             |       |       |               |               |               |       |               |               |               |       |               |               |               |        |                |
| Итоговый турнир WTA          | -     | -     | -             | 1/2           | -             | -     | -             | -             | -             | -     | -             | -             | -             | 0 / 1  | 0-1            |

| Турнир                       | 2006  | 2008  | 2011  | 2012  | 2013  | 2014  | 2015  | Итог   | В/П за карьеру |
| ---------------------------- | ----- | ----- | ----- | ----- | ----- | ----- | ----- | ------ | -------------- |
| Турниры Большого шлема       |       |       |       |       |       |       |       |        |                |
| Открытый чемпионат Австралии | -     | 1Р    | -     | -     | -     | 1/2   | -     | 0 / 2  | 3-2            |
| Открытый чемпионат Франции   | 2Р    | 1/2   | 2Р    | -     | -     | 1Р    | 1/2   | 0 / 5  | 8-4            |
| Уимблдонский турнир          | 1/2   | -     | -     | 1/4   | 1/4   | 1Р    | 2Р    | 0 / 5  | 6-5            |
| Открытый чемпионат США       | -     | -     | -     | 1Р    | -     | -     | -     | 0 / 1  | 0-1            |
| Итог                         | 0 / 2 | 0 / 2 | 0 / 1 | 0 / 2 | 0 / 1 | 0 / 3 | 0 / 2 | 0 / 13 |                |
| В/П в сезоне                 | 4-2   | 3-1   | 1-1   | 1-2   | 2-1   | 3-3   | 3-2   |        | 17-12          |